# نورا اسپرینگس (آیووا)
نورا اسپرینگس (به انگلیسی: Nora Springs) شهری در ایالت آیووا کشور ایالات متحده آمریکا است که جمعیت آن در سرشماری سال ۲۰۱۰ میلادی، ۱٬۴۳۱ نفر بوده‌است.